# Najat A. Saliba
Najat Aoun Saliba (en árabe: نجاة عون صليبا‎) es una científica libanesa y profesora de química analítica. Actualmente dirige el Centro para la Conservación de la Naturaleza de la Universidad Americana de Beirut. Recibió el Premio L'Oréal-UNESCO a Mujeres en Ciencia en 2019.

## Biografía
Saliba creció en una granja. Cuando explotó la guerra civil libanesa, su familia su fue a vivir a Beirut. Allí estudió en la Universidad Libanesa, donde obtuvo su licenciatura en 1986.
Se mudó a Estados Unidos para continuar sus estudios de posgrado y obtuvo su máster en la Universidad Estatal de California, Long Beach. Huzo su doctorado en la Universidad del Sur de California.
Su tesis trató sobre la contaminación hídrica y el estudio de técnicas de catálisis. Fue investigadora postdoctoral en la Universidad de California en Irvine.

## Trayectoria científica
Regresó a Líbano tras la guerra civil y se vinculó a la Universidad Americana de Beirut en 2001. En 2002, ayudó a crear el Centro Ibsar de Conservación de la Naturaleza para Futuros Sostenibles, que buscaba proteger la biodiversidad del Líbano.
Es directora de Ibsar, que desde entonces ha sido renombrada Centro de Conservación de la Naturaleza, en la Universidad Americana de Beirut. Saliba estableció el Laboratorio Atmosférico y Analítico.
Al principio de su carrera, tuvo dificultades para obtener productos químicos, ya que la mayoría de las empresas occidentales no hacían envíos al Líbano por temor a que las utilizaran para fabricar armas.
Su investigación trata sobre los contaminantes ambientales en el Líbano y Oriente Medio. En particular, investiga los componentes químicos tóxicos y cancerígenos de los cigarrillos electrónicos y las cachimbas. Fue la primera en identificar compuestos como el formaldehído en las cachimbas, y también demostró que los cigarrillos electrónicos pueden generar monóxido de carbono.
Forma parte del Centro para el Estudio de Productos de Tabaco en la Universidad de la Mancomunidad de Virginia. Además forma parte de un proyecto de los National Institutes of Health para investigar el impacto de fumar shisha. Recibió una subvención de $ 2.8 millones para desarrollar modelos informáticos para analizar la toxicidad del tabaco. Saliba participó en las Reuniones de expertos en calidad del aire de la Organización Mundial de la Salud.
Saliba creó la primera base de datos libanesa de contaminantes atmosféricos. Se interesó por los efectos negativos de la quema de desechos al aire libre en Líbano y demostró que la incineración podría aumentar la cantidad de carcinógenos en el aire en un 2,300%. Demostró que durante la quema de desechos se emiten una variedad de toxinas y midió su concentración en la parte superior de un edificio de apartamentos de cuatro pisos en Beirut. Identificó partículas e hidrocarburos aromáticos policíclicos, así como plomo, cadmio, titanio y arsénico provenientes de la quema de metales. 
Contribuyó a la Guía de Residuos Sólidos Municipales de la Universidad Americana de Beirut. Estableció protocolos internacionales para los estudios químicos de tuberías.
A su vez, ha desarrollado materiales y métodos innovadores para estudiar contaminantes atmosféricos. En 2018, el Centro de Conservación de la Naturaleza de la Universidad Americana de Beirut que Saliba dirige fue seleccionado por Lush como una de las organizaciones más influyentes en el movimiento de regeneración del medio ambiente.
Saliba es editora en PeerJ.

## Reconocimientos

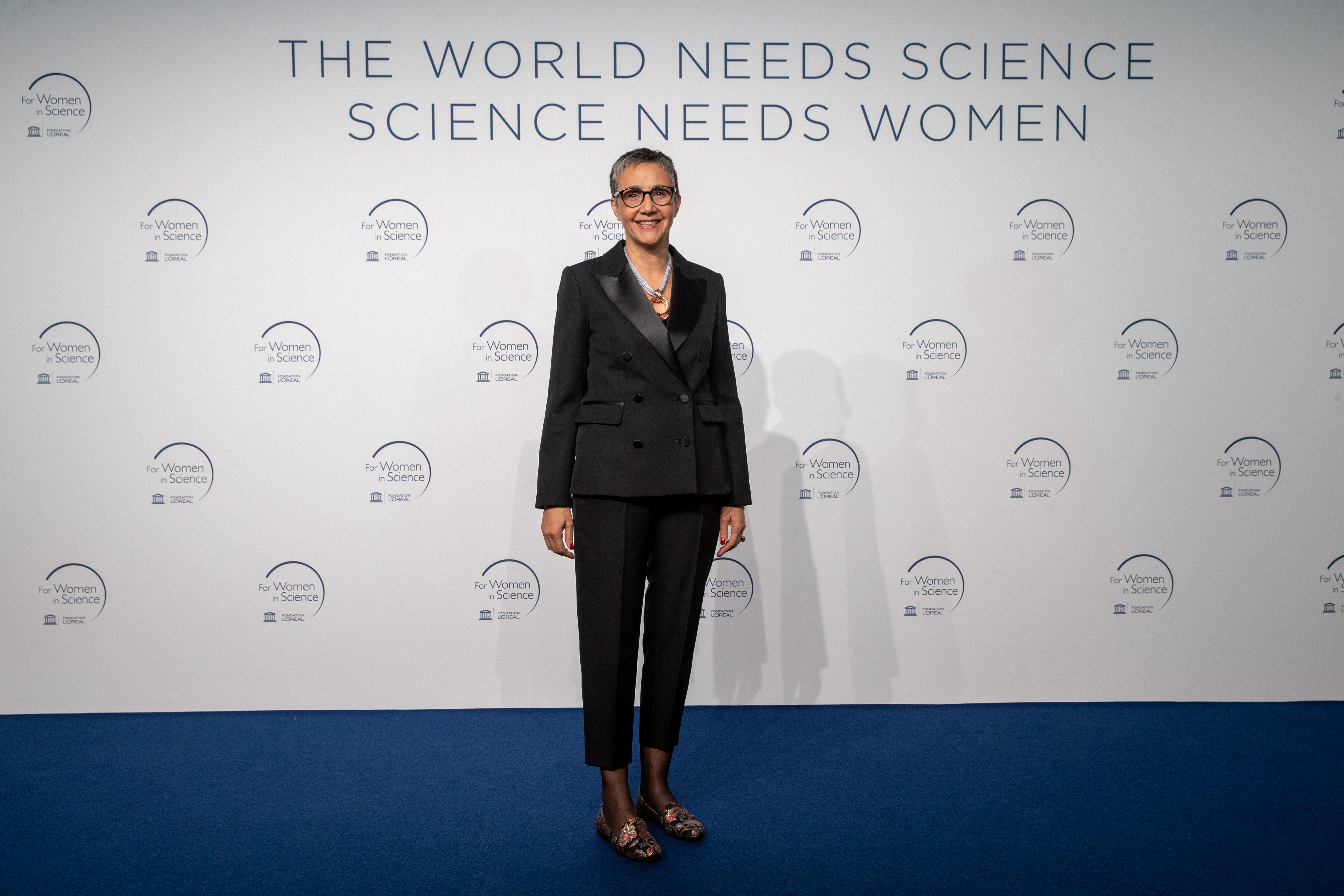
Entrega de premios L'Oréal-UNESCO a Mujeres en Ciencia 2019 a Najaj Aoun Saliba

- 2016 Premio del Consejo Libanés de Investigación Científica.
- 2018 Premio Investigación Interdisciplinaria de la Sociedad Americana de Fisiología.[17]
- 2019 Premio L'Oréal-UNESCO a Mujeres en Ciencia.[8]
- 2019 Orden Nacional del Cedro.[18]